# Миллер, Фердинанд Фердинандович
Фердинанд Фердинандович Миллер (1837—1900) — российский астроном, участник экспедиций в Сибири. 

## Биография
Родился в Риге 11 (23) ноября 1837 года. Его отец — астроном Фердинанд Миллер был заместитель директора (1848—1865) Пулковской обсерватории. Был потомком российского историографа и первого ректора Санкт-Петербургского университета Герхарда Фридриха Миллера.
По окончании гимназии поступил в 1856 году на физико-математический факультет Дерптского университета на факультет астрономии, который окончил в 1861 году. Во время обучения был удостоен серебряных (1858 и 1859) и золотой (1860) медалей.
В 1861 году был назначен ассистентом в Пулковскую обсерваторию, где работал его отец; в 1863—1865 годах работал в петербургской Главной физической обсерватории.
В 1865—1866 годах занимался организацией метеостанций на западе и юге России; в 1868—1869 гг. в Исландии занимался нивелированием восточного побережья. В 1871 году работал на Нерчинской геомагнитной обсерватории; занимался нивелированием дорог в Забайкалье. Одновременно, в 1871—1873 годах преподавал в Иркутской гимназии математику.
С декабря 1873 года по январь 1875 года участвовал по заданию Русского географического общества в экспедиции под руководством А. Л. Чекановского, с которым в одно время учился в Дерптском университете. Во время экспедиции от Иркутска к Ледовитому океану Миллер' определил 57 магнитных и 108 астрономических пунктов между Енисеем и Леной, и уточнил место нахождения магнитного полюса на 7°17´ на юго-восток от определённого Гауссом. Также он составил карту части Сибири между Енисеем, Оленёком а Леной и написал книги о их пути.
После экспедиции вернулся в Санкт-Петербург. С 1 января 1878 года он преподавал математику в Введенской прогимназии (улица Шамшева, 3), а с 1 июля 1882 года до июня 1885 года преподавал богословие в Петришуле. Имел чин статского советника.
Его заслуги были отмечены малой золотой медалью Русского географического общества. Получал академическую пенсию в 300 руб. в год. 
Умер в Санкт-Петербурге 11 (24) октября 1900 года. Похоронен на Смоленском евангелическом кладбище.

## Потомки
Имел только трёх дочерей, в связи с чем мужская линия этой ветви Миллеров пресеклась. Его дочери Хильда и Мария погибли во время блокады Ленинграда. Сыновья дочери Эльзы-Александры, Борис Сергеевич Митропольский (1905—1973) и Александр Сергеевич Митропольский (1909—1982) стали известными геологами, были членами Академии наук СССР и посвятили свою жизнь поиску минеральных богатств в Западной и Восточной Сибири на Алтае и в Казахстане. 